# Bataille de Gharyan
Guerre civile libyenne de 2011
Batailles
- 1re Benghazi
- El Beïda
- Derna
- 1re Tripoli
- Misrata
- 1re Zaouïa
- Djebel Nefoussa (1re Dehiba
- 2e Dehiba
- Gharyan)
- 1re Brega
- 1re Ras Lanouf
- 1re Ben Jawad
- 2e Ras Lanouf
- 2e Brega
- 1re Ajdabiya
- 2e Benghazi
- 2e Ajdabiya
- 1re golfe de Syrte
- 3e Brega
- Al Jawf
- Front de Misrata (Zliten
- Tawarga
- 2e Zaouïa
- 4e Brega
- Fezzan
- Birak)
- 5e Brega
- 3e Zaouïa
- 2e Tripoli
- 2e Sebha
- 2e golfe de Syrte (Syrte)
- Offensive de Bani Walid (Tarhounah - Bani Walid)

- Intervention militaire de l’OTAN
- Opération Ellamy (Royaume-Uni)
- Opération Harmattan (France)
- Opération Odyssey Dawn (États-Unis)
- Opération Mobile (Canada)

La bataille de Gharyan livrée pendant la guerre civile libyenne de 2011 oppose les forces loyalistes aux forces rebelles du 13 août au 18 août à la suite de l'attaque des rebelles sur Gharyan.

## Déroulement
Le 13 août, les rebelles attaquent la ville. Les forces de Kadhafi battent initialement en retraite mais se regroupent et contre-attaquent. Le lendemain, les rebelles affirment contrôler 70 % de la ville et un rebelle indique que les loyalistes se retirent de Gharyan. Le 16 août, le porte-parole du gouvernement, Moussa Ibrahim, indique les loyalistes se préparent à reprendre la ville, soutenant implicitement que Gharyan est sous le contrôle des rebelles.
L'agence de presse Reuters confirme que la ville est sous contrôle du CNT, un T-34 aux mains des rebelles ayant été déployé dans le centre-ville.
Le 17 août, de nouveaux combats éclatent mais le lendemain, les loyalistes se retirent totalement de la ville.